# Lissoteles blantoni
Lissoteles blantoni là một loài ruồi trong họ Asilidae. Lissoteles blantoni được Martin miêu tả năm 1961. Loài này phân bố ở vùng Tân nhiệt đới.